# 제천 황석리 고가
제천 황석리 고가(堤川 黃石里 古家)는 충청북도 제천시 청풍면 물태리, 청풍문화재단지에 있는 조선시대의 옛 집이다. 1981년 5월 1일 충청북도의 유형문화재 제84호 청풍 황석리 고가(淸風 黃石里 古家)로 지정되었으나, 2013년 1월 18일 현재의 문화재 명칭으로 변경되었다.

## 개요
청풍 황석리에 있는 옛 집으로, 앞면 4칸 규모이며 오른쪽 앞에 퇴칸을 두었다. 부엌·안방·웃방을 나란히 배치하고 끝에 사랑방을 두었다. 안방과 웃방 앞에는 마루를 놓았고, 사랑방 앞에는 마루 없이 옥외 취사공간인 한데부엌을 두고 머리퇴에 툇마루를 놓아 손님을 맞을 수 있게 하였다.
청풍 황석리 고가는 머리퇴를 둔 4칸집의 가장 대표적인 유형이다.

## 참고 자료
- 제천 황석리 고가 - 국가유산청 국가유산포털